# Donald H. Tuck
Donald Henry Tuck (n. 3 decembrie 1922, Launceston⁠(d), Tasmania, Australia – d. 11 octombrie 2010, Melbourne, Victoria, Australia) a fost un bibliograf australian de științifico-fantastic, fantezie și ficțiune stranie. Lucrările sale au fost printre cele mai dezvoltate produse de la munca de pionierat a lui Everett F. Bleiler.

## Lucrări
- A Handbook of Science Fiction and Fantasy (1954, auto-publicare, Hobart)
- A Handbook of Science Fiction and Fantasy, ediția a II-a (1959, auto-publicare, Hobart)
- The Encyclopedia of Science Fiction and Fantasy (Advent, Chicago). Publicată în trei volume:
  - Vol 1: Who's Who, A-L (1974)
  - Vol 2: Who's Who, M-Z (1978)
  - Vol 3: Miscellaneous (1983)